# 柾谷明大
柾谷 明大（まさや あきひろ）は画像処理、画像計測を専門とする日本の画像工学者。
元和歌山大学特任助教。京都情報大学院大学准教授。4Dセンサー株式会社代表取締役社長。4Dセンサー株式会社は和歌山大学発ベンチャー企業として世界最速級の「3Dスキャナー」を開発する会社である。

## 経歴
東京理科大学学士（理学）。
茨城大学大学院理工学研究科博士課程修了（応用粒子線科学専攻）,博士（工学）。

## 受賞
- 協賛企業賞・ミログ賞,株式会社オプト,ソーシャルアプリコンテスト2010年[7]
- 日本実験力学会学会賞・技術賞,日本実験力学会,2010年度[8]
- 精密工学会技術奨励賞,公益社団法人精密工学会,2011年度[9]
- 日本情報考古学会堅田賞（優秀賞）,日本情報考古学会,2012年[10]
- 平成24年度ニュービジネス助成金・“地域起こし”優秀賞,株式会社池田泉州銀行,2012年[11]
- 第3回テックプラングランプリ最優秀賞,株式会社リバネス,2015年[12]
- 第3回テックプラングランプリオムロン賞,オムロンベンチャーズ株式会社,2015年[12]
- グロース部門受賞,リアルテックベンチャー・オブ・ザ・イヤー2016,株式会社リバネス,2016年[13]
- 令和3年度和歌山県発明考案表彰・発明賞,和歌山県,2021年[14]

## 特許
- 柾谷明大,髙橋信行「バックアップピン位置出力方法,及びバックアップピン位置出力装置」特許第4402920号[15]
- 柾谷明大,篠田久義「基板情報作成方法および基板情報作成装置」特許第4252365号[16]
- 柾谷明大「通信ネットワークを介したボードゲームシステム」特許第4118212号[17]

## 学術論文・国際会議論文等
- Masaya A., Minato A. and Ozawa S., "Printed circuit diagnosis by image processing", The 2nd International Student Conference At Ibaraki University, Vol.2, 208-211, 2006.10
- 柾谷明大,湊淳,小澤哲「プリント回路板の外観検査画像の動画像フォーマットを用いた保存方法に関する提案」,エレクトロニクス実装学会誌,Vol.12,No.1,pp.46-52,2009 CRID 1390001204560539264
- Masaya A., Fujigaki M., Murakami R., Morimoto Y., "High-accuracy and Real-time Shape Measurement Using Whole-space Tabulation Board", 4th International Conference on Experimental Mechanics, 2009.11 CRID 1390001205651842432
- Masaya A., Fujigaki M. and Morimoto Y., "Real-Time Shape Measurement by Grating Projection Method Applied to Electronic Packaging", International Conference on Advanced Phase Measurement Methods in Optics and Imaging, pp.401-408, 2010, doi:10.1063/1.3426150
- Masaya A., Murakami R., Fujigaki M., Morimoto Y., "High-accuracy Shape Measurement by Whole-space Tabulation Board Applied to Electronic Packaging", SICE 2010, 1717-1721, 18-21, 2010.8[18]
- 柾谷明大,藤垣元治,森本吉春,村上僚祐「全空間テーブル化手法を用いた3次元形状計測用メモリボードの開発」,実験力学,Vol.10,No.3,pp.333-339,2010.9 CRID 1390282680167738112
- 柾谷明大,藤垣元治,森本吉春,村上僚祐「矩形格子のデフォーカス投影による全空間テーブル化手法を用いた形状計測における計測精度の検討」,精密工学会誌,Vol.77,No.12,pp.1151-1157, 2011 CRID 1390001204797704320
- Masaya A., Fujigaki M., Matsumoto S. and Morimoto Y., "Shape Measurement for BGA Using Whole-space Tabulation Method with FPGA Memory Board", Optics and Lasers in Engineering, Vol.50, No.4, pp.580-585, 2012., doi:10.1016/j.optlaseng.2011.10.011
- 柾谷明大「製造物の検査工程における画像計測の応用に関する研究」,博士（工学）論文,茨城大学,甲第553号,2015-03-24 CRID 1110282785198868480
- 柾谷明大,森本吉春,高木哲史「光源切替位相シフトシャドーモアレ法」,精密工学会誌,Vol.82,No.2,pp.157-162,2016 CRID 1390282679805941248
- 柾谷明大,森本吉春「格子投影を用いた高速・高精度な動体計測」,光学工業技術協会,光技術コンタクト,55(8),pp.12-17,2017-08 CRID 1520291854889777408
- 柾谷明大「OPPA法による超高速な形状計測法」,建設機械/建設機械編集委員会編 55(4),pp.33-40,2019-04 CRID 1524232504612455936
- 柾谷明大「世界最速級の3Dスキャナー」, 光学工業技術協会,光技術コンタクト58(5),pp.5-10,2020-05 CRID 1520854805211083648
- 柾谷明大「世界最速級の動体計測」,光アライアンス/光アライアンス編集委員会編 31(11),pp.42-46,2020-11 CRID 1521980703420837248
- 柾谷明大「高速・高精度な変位計測技術:生産設備の動き監視と長距離計測」,計測技術/計測技術編集委員会編 49(11),pp.44-47,2021-10 CRID 1523951031002203520